# 辛章遗址
辛章遗址位于山西省原平市中阳乡辛章村东约50米处滹沱河东岸台地上，1985年2月被列入原平市文物保护单位。
辛章遗址东西长5000米左右，南北宽750米左右，占地面积大约375万平方米。遗址地面可采集到龙山文化泥质灰陶和夹砂灰陶残片，陶器的器型包括鬲、瓮和盆等，发现的纹饰包括绳纹、篮纹和附加堆纹。